# Rockfield
Rockfield (Schots-Gaelisch: Creag Tarail Bhig) is een dorp in de buurt van Portmahomack in de Schotse lieutenancy Ross and Cromarty in het raadsgebied Highland.